# Mansfield
Mansfield es una ciudad del Condado de Nottinghamshire, Inglaterra. Es la ciudad más grande del condado, Tiene una población de 66.885 habitantes.
Situado en el río Maun. Es la ciudad principal en el gobierno local del Distrito de Mansfield. La ciudad está rodeada por una bolsa de colinas en el valle de Maun.

## Economía
Mansfield tiene un gran mercado de plaza y de todo el mercado de un gran centro comercial incluye un museo, el Palace Theatre y numerosos pubs, bares y clubes nocturnos. Tiene también un nuevo mercado interior que está a punto de concluir.
Mansfield fue originalmente la casa de Mansfield Cervecería, una de la mayor cervecera independiente en el Reino Unido. La cervecería fue adquirida por el Wolverhampton y Dudley Cervecerías por £ 253 millones en octubre de 1999.

## Deporte
Esta ciudad cuenta con un equipo de fútbol llamado Mansfield Town F.C. que juega en la English Football League Two del Fútbol de Inglaterra. Este equipo juega de local en el Estadio Field Mill.

## Ciudades Hermanas
- Mansfield, Ohio, Estados Unidos
- Mansfield, Massachusetts, Estados Unidos
- Mansfieldtown, Irlanda
- Heiligenhaus, Alemania
- Reutov, Rusia
- Stryj, Ucrania